# 中世纪伊斯兰世界的医学
在医学史上，伊斯兰医学是在中东发展起来的医学科学，伊斯兰医学的內容通常用伊斯兰文明的通用语言阿拉伯语书写。有人反对伊斯兰医学一词，认为它不准确，因为许多醫學文献来源于非伊斯兰环境，如前伊斯兰波斯、犹太人或基督教。
中东医学傳承了一些古典时代包括希波克拉底、盖伦和迪奥斯科里德斯等人的医学知识，在后古典时代，中东医学是融合了古希腊、古罗马、美索不达米亚和波斯、古印度阿育吠陀等地的醫學知識，同时又有许多进步和创新。12世纪的文艺复兴後，伊斯兰医学与古典医学知识一起被西欧中世纪医学所采用。